# Bob MacKinnon
Bob MacKinnon, né le 5 décembre 1927, à Dunkirk, dans l'État de New York et mort le 7 juillet 2015, à Williamsville, dans l'État de New York est un ancien joueur, entraîneur et dirigeant américain de basket-ball. Il est le père de l'entraîneur Bob MacKinnon Jr..